# Activismo contra la violencia de género en México
El activismo contra la violencia de género en México está reconocido por la Organización de las Naciones Unidas, que desde 2019 convoca a 16 días de activismo contra la violencia hacia las mujeres. El activismo feminista en México ha tenido cambios sustanciales para garantizar una vida libre de violencia para las mujeres. Por ejemplo en 1991 impulsaron una serie de reformas al Código Penal que facilitaban la identificación, denuncia y penalización de los delitos sexuales. El presionar a las autoridades ha logrado que se abran carpetas de investigación, como el caso de Yesenia Zamudio, que se reactiven alertas de género y que se creen los mecanismos e institucionales pertinentes para reducir la violencia contra las mujeres.
Frente a la violencia de género existen diversos esfuerzos feministas de activismo que buscan visibilizar y denunciar la violencia; crear memoria sobre los casos de violencia de género.

## Orígenes del activismo feminista en contra de la violencia
De acuerdo con la historiadora Gabriela Cano, a principios de los años setenta el feminismo volvió a cobrar fuerza en México. Las activistas, muchas de ellas habían participado en el movimiento estudiantil del 68, seguían los desarrollos políticos y teóricos del feminismo estadounidense que fue muy influyente en el feminismo mexicano. Estas activistas, a diferencia de las primeras feministas que pedían la igualdad jurídica, se concentraban en las limitaciones para garantizar la igualdad, sobre todo la discriminación que vivían las mujeres en el ámbito público y privado. En su mayoría, se trataban de mujeres de estratos medios, con educación universitaria, vinculadas a organizaciones políticas de corte marxista o de izquierda.
Un evento importante fue el “contracongreso” que organizaron las mujeres en paralelo a la Conferencia Mundial de la Mujer al considerar que ésta mantenía una política gobiernista. La importancia del congreso recae en la formación de estructuras organizativas de las feministas, a pesar de la poca cobertura que tuvo.
En 1976 se formó la Coalición de Mujeres que estableció 3 líneas para el feminismo mexicano: la maternidad voluntaria, la lucha en contra de la violencia sexual y la reivindicación de la libre expresión sexual.
El activismo feminista en contra de la violencia sexual luchó por que la violación y el hostigamiento sexual fueran considerados como abusos de poder y no manifestaciones naturales de la sexualidad masculina. En 1977 se creó el primer Centro de Apoyo a Mujeres violadas por un colectivo feminista y la Procuraduría de Justicia del Distrito Federal estableció la Agencia Especializada en Delitos sexuales. En 1991 se incorporó al Código Penal una serie de reformas que facilitaban la identificación, denuncia y penalización de los delitos sexuales.
El feminismo popular tuvo su auge entre 1980 y 1987 en el que se efectuaron diez encuentros nacionales y sectoriales. El movimiento que inició buscando obtener servicios urbanos adquirió tintes feministas.

## El activismo feminista en contra de la violencia en las universidades
La académica Daniela Cerva Cerna analizó los movimientos feministas al interior de las universidades. Ella detectó dos ejes en los que ha tenido logros el feminismo. El primero, de larga cronología, tiene que ver con la producción de conocimiento en los estudios de género; el segundo, más reciente, se refiere a las acciones llevadas a cabo para garantizar la igualdad de género en la universidad. Ambos ejes han tenido logros como la conformación de los protocolos de atención contra la violencia de género en las universidades que además reduce la violencia institucional en la que se incluían actos u omisiones de las autoridades.
La mayoría de los grupos feministas universitarios se han agrupado como colectivas para enfrentar los altos niveles de violencia que experimentan las mujeres en México y, en algunos casos, el fracaso de los esfuerzos por garantizar la seguridad al interior de las universidades. El uso de las redes sociales para su organización y comunicación ha sido fundamental y característico porque además les permite hablar en primera persona.
Entre los parteaguas del activismo feminista mexicano contra la violencia está la movilización del 24 de abril de 2016 convocada con la consigna #24A. Esta movilización fue en contra del piropo y el acoso en las calles, el hostigamiento y la violencia en las universidades y el lugar de trabajo. En paralelo, en redes sociales se posicionaron los hashtags: #miprimeracoso, #vivasnosqueremos #niunamenos. En 2019 se convocó al movimiento #MeToo con el que alumnas difundieron testimonios de abuso y acoso de los que fueron víctimas. De estos esfuerzos surge “Acoso en la U”; originalmente un blog que ahora funciona como plataforma que expone las denuncias de agresiones sexuales en las universidades y ha impulsado la implementación de protocolos para atender la violencia de género en universidades; esta plataforma convocó el 23 de mayo de 2019, día internacional de las estudiantes, a una manifestación nacional contra el acoso universitario que se llevó a cabo en: Nuevo León, Ciudad de México, Jalisco, Estado de México, Tabasco, Puebla, Yucatán, Chiapas, Guanajuato, Querétaro y Sinaloa.

## Ni una menos
El movimiento NiUnaMenos se originó en Argentina en 2015 a través de las redes sociales. Vanina Escales, comunicadora y activista propuso “Ni una menos” para hacer un llamado a una maratón de lectura el 26 de marzo de 2015 y, posteriormente, se hizo un llamado a una movilización el 3 de junio de 2015. La frase hace referencia a un poema de 1995 de la mexicana Susana Chávez, víctima de feminicidio.
El objetivo era generar un cambio cultural para erradicar la violencia hacia las mujeres e implementar en su totalidad la Ley de Protección Integral para Prevenir, Sancionar y Erradicar la Violencia contra las Mujeres.
Entre los logros que tuvo en Argentina, además de visibilizar el problema de violencia de género, se crearon la Unidad de Registro, Sistematización y Seguimiento de Feminicidios, se puso en marcha la Unidad Fiscal Especializada de Violencia contra las mujeres entre otros.

## MeToo México
El movimiento MeToo fue creado por Tarana Burke en 2006 en Estados Unidos con el objetivo de atender a mujeres jóvenes que había sufrido alguna forma de violencia sexual en comunidades marginadas. Sin embargo, adquirió fuerza a partir de las denuncias realizadas en Hollywood en contra del producto Harvey Weinstein en 2017.
En México también fue impulsado por mujeres del medio del espectáculo. En entrevista con Radio Fórmula, Karla Souza denunció haber sufrido acoso en los primeros años de su carrera. Otras actrices como Kate del Castillo, Alejandra Ávalos y Dulce María sostuvieron que Televisa invitaba a sus actrices a cenas para tener relaciones sexuales con publicistas, además de promocionarlas a través de un catálogo entre sus ejecutivos.
En noviembre de 2017, 76 standuperas mexicanas firmaron la carta #Yaestuvo del hostigamiento y abuso sexual en el gremio de la comedia.
En 2019, el MeToo dejó de ser un movimiento de famosas y se tradujo en grandes manifestaciones y protestas en la vía pública y en redes sociales.
Un año después, Carmen Aristegui presentó entrevistas de figuras del espectáculo y el deporte denunciando acoso sexual y psicológico.

### MeToo escritores
El 22 de marzo de 2019, Ana G. González publicó en su cuenta de Twitter que el escritor Herson Barona golpeó, manipuló, embarazó y amenazó a más de diez mujeres. Al día siguiente se creó el #Metooescritoresmexicanos para denunciar a escritores, en total fueron 134 denunciados, ocho de ellos, por más de cinco personas.
Al MeToo de escritores siguió el #MeTooperiodistasmexicanos que en cinco días recibió 120 denuncias en contra de reporteros, fotógrafos, editores y columnistas de medios mexicanos, de estos 119 son hombres.
Entre otros grupos mexicanos de MeToo están: MeTooCineMx, MeTooPeriodista, MeTooCreativos, MeToomusicamx, MeTooFotografos, metooartesmx, MeTooEmpresario, MeTooTechmx, MeTooAbogadosMx, MeTooMedicina, MeTooActivista1, Metootuiteros, metooteatromx, MeTooAcademicos, MeTooPoliticos.

## Protestas y marchas de la Ciudad de México contra la violencia de género.

### Marcha del 24 de abril | 24A
La marcha del 24 de abril de 2016 fue, en su momento, la protesta más numerosa en contra de la violencia machista en México. A partir de esta protesta, el movimiento feminista en México ha ganado fuerza y, las marchas son cada vez más grandes. 
La protesta se inició en Ecatepec, municipio con el índice de feminicidios más alto del país, en donde se dieron cita 10, 000 mujeres para pedir un fin al machismo y la violencia de género. Las manifestantes terminaron en el monumento de la Victoria Alada y el Monumento a la Revolución. En paralelo, se convocaron a marchas en Ciudad Juárez, Guadalajara y Veracruz, además de otras pequeñas movilizaciones en otras 27 ciudades.
Se convocó a la manifestación a través del hashtag #VivasNosQueremos que fue tendencia a lo largo del día. Entre las consignas que clamaban las mujeres estaban: “Ni una más, ni una más, ni una asesinada más”. La protesta se organizó después de que la ONU estableciera que cada 24 horas seis mujeres son asesinadas en México, de ahí el hashtag #24A y el caso de Los Porkys en el que 4 jóvenes abusaron sexualmente de una menor.

### Marcha del 8 de marzo de 2017
Durante el Día Internacional de la Mujer se dieron cita mujeres en diversas ciudades de México. El lema principal de la movilización fue “Vivas se las llevaron, vivas las queremos”; lema que hasta la fecha se mantiene en las protestas. En Cancún las mujeres portaron cruces rojas con el nombre de treinta mujeres víctimas de feminicidio con las que se manifestaron en el monumento a la madre. En Veracruz protestaron vestidas de negro y con flores blancas frente al aumento de feminicidios.

### Marcha del 5 de mayo de 2017 | Marcha por Lesvy
Centenares de mujeres, activistas, estudiantes, académicas, ciudadanas y ciudadanos organizaron una marcha en Ciudad Universitaria de la UNAM para exigir justicia por el caso de Lesvy Berlín quien murió asesinada en las instalaciones de la universidad. Las manifestantes partieron de la Facultad de Ciencias Políticas y Sociales y se dirigieron a la Facultad de Ingeniería donde fue descubierto el cuerpo de Lesvy.
Entre los actos que se llevaron a cabo fue una lectura de poesía y el posicionamiento en redes sociales del hashtag #SiMeMatan para protestar por el tratamiento en redes que había hecho la Procuraduría General de Justicia de la Ciudad de México del caso de Lesvy Berlín.

### Marcha del 17 de septiembre de 2017 | Marcha por Mara
El 17 de septiembre se convocó a marchas en Ciudad de México, León, Torreón, Puebla y Guadalajara por el caso de Mara Castilla quien fue asesinada después de abordar un taxi de la compañía de Cabify en Puebla. El movimiento estuvo acompañado de los hashtags: #JusticiaParaMara, #NiUnaMenos y #TodasSomosMara.
En Puebla la protesta buscó la reactivación de la Alerta de género. 
Entre los lemas que se corearon estuvieron: “Vivas y libres nos queremos, ¡dejen de matarnos!”, “No falleció, la asesinaron”, “Señor, señora, no sea indiferente, se mata a las mujeres en la cara de la gente”.

### Antimonumenta 8 de marzo de 2019
La práctica de colocar anti-monumentos para generar memoria sobre sucesos históricos que no deberían existir es una práctica común. El 8 de marzo de 2019, mientras las mujeres marchaban, se colocó una antimonumenta frente al palacio de Bellas Artes con el propósito de crear un símbolo de memoria colectiva sobre las víctimas de feminicidio en México. También es un punto de reunión para los colectivos de búsqueda en donde se leen testimonios y textos feministas.

### Marcha del 12 y 16 de agosto de 2019
El 12 de agosto se realizó una protesta en la Ciudad de México tras el señalamiento de cuerpos policiacos como presuntos responsables de la violación de dos menores de edad. Entre las consignas más significativas se escuchaban: “A mí no me cuida la policía me cuidan mis amigas” y “Autodefensa feminista ante la violencia machista”.
El pliego petitorio que tenían las feministas exigía “la depuración de los cuerpos policíacos e investigar y cesar a todos los elementos vinculados con delitos. También pidieron el buen funcionamiento de las cámaras de seguridad de la ciudad”. 
Quienes protestaban realizaron pintas en el edificio de la Secretaría de Seguridad Ciudadana de la Ciudad de México con mensajes como: la policía viola, cerdos asesinos, feminicidas. Un momento de la protesta que circuló en redes sociales fue cuando Jesús Orta, el secretario de Seguridad, salió del edificio con intenciones de dialogar con las manifestantes y, en el momento en el que le lanzaron diamantina de color rosa se retiró afirmando que no existían las condiciones para hablar con las protestantes.
El 16 de agosto de 2019 se organizó frente a las respuestas de las autoridades a la protesta anterior, el 12 de agosto de 2019. La rabia feminista se debía a que una joven de 17 años denunciara haber sido violada por cuatro policías en la alcaldía Azcapotzalco. Además, se sumó el caso de una menor de edad quien fue abusada por un policía en el Museo de Archivo de la Fotografía.
Durante esta manifestación un grupo de mujeres entró a la estación del Metrobús Insurgentes de la Línea 1, donde hicieron pintas, rompieron vidrios, lámparas y pantallas. La artista Cerrucha realizó el registro fotográfico y cuestionó cómo genera más indignación en México los daños materiales que resultan de las manifestaciones feministas que el asesinato de las mujeres.

### Marcha del 8 de marzo de 2020
La marcha convocada a nivel nacional el 8 de marzo se trató de la protesta pacífica más grande en la historia del México moderno. Las mujeres en diversas ciudades del país protestaron por la ola de violencia que viven. 
En la Ciudad de México comenzaron en el Monumento a la Revolución desde donde salieron encabezadas por las madres de las víctimas. Cerca de 80 mil mujeres se manifestaron. En la Antimonumenta guardaron un minuto de silencio para recordar a las víctimas de la violencia. Posteriormente se congregaron en el Zócalo donde cantaron a coro, encendieron una fogata, izaron una bandera negra en la asta en la Plaza de la Constitución.
En todo el país, algunas feministas realizaron pintas para denunciar los casos de feminicidio, la ineficiencia del Estado y la indiferencia social.
Un día después se convocó al paro “El nueve ninguna se mueve”. El paro nacional fue convocado por la colectiva feminista Brujas del mar. El objetivo era protestar en contra de la violencia que viven las mujeres en México. Al paro se unieron mujeres de todos los estados y diversas instituciones de todos los ramos. Las escuelas debieron suspender actividades dado la ausencia de profesoras. Las policías que no se pudieron unir al paro portaron un moño morado para apoyar el movimiento.

## El activismo de las madres
Las madres de víctimas de feminicidio y desaparición forzada han encabezado importantes movimientos activistas contra de la violencia de género.
Uno de los casos más conocidos es el de Marisela Escobedo quien fue asesinada en 2010 mientras protestaba por el feminicidio de su hija, Rubí, dos años antes. Frente a la ineficiencia del Estado para encontrar y apresar al asesino de su hija y, posteriormente para juzgarlo, Escobedo encabezó marchas en Ciudad Juárez. Durante estas manifestaciones mostraba imágenes de su hija y experimentó con el lenguaje más performativo al maquillarse como payaso en forma de crítica a la falta de seriedad del Estado.

Otras mujeres han concretado su labor activista en la creación de organizaciones o incidencia en las legislaciones. Mirna Covarrubias, madre de Dany, sigue luchando por revisar la ley de delitos de adolescentes por la que el asesinó de su hija fue liberado tras dos años de cárcel; ella fundó la organización “Quiero vivir sin violencia Dany Jiménez, A.C.” y a manera de lucha permanente ella y su familia portan diario un botón con la imagen de Dany. Araceli Osorio, y un movimiento de mujeres universitarias, se movilizaron para garantizar que el asesinato de su hija, Lesvy Berlín, fuera considerado feminicidio y contrarrestar la narrativa que las autoridades habían mantenido sobre la identidad de Lesvy; gracias a su lucha, se creó la Fiscalía Especializada para la Investigación del Delito de Feminicidio. Irinea Buendía visitó una gran cantidad de Ministerios Públicos buscando alguna que investigara el caso de su hija, Mariana Lima Buendía, como feminicidio y no como suicidio; durante 9 años encabezó marchas para visibilizar la impunidad de los feminicidios en México y logró que el caso de su hija llegara a la Suprema Corte de Justicia de la Nación donde determinaron que se había tratado de un feminicidio y sentenciaron la violencia institucional que Buendía había sufrido en el Estado de México. La organización Nuestras hijas de regreso a casa también resultó de la labor activista de madres de Ciudad Juárez; Marisela Ortiz y Norma Andrade organizaron protestas y actos de denuncia pública que atrajeron a más familias. Nuestras hijas de regreso a casa tiene como misión: 
encontrar la justicia tanto jurídica como social. Es decir, hacer que las autoridades y los diferentes niveles de gobierno asuman la responsabilidad en esta problemática que es grave y dolorosa.
Uno de los momentos más relevantes en la historia del activismo realizado por las madres es la Ocupación de la Comisión Nacional de Derechos Humanos en la Ciudad de México. Hoy llamado Centro Okupa Cuba Casa Refugio después de que madres de víctimas de feminicidio y desaparición forzada y grupos feministas tomaran el edificio de la CNDH. Entre las madres estaba Yesenia Zamudio, dirigente del Frente Nacional “Ni Una menos” y quien lleva 5 años buscando justicia para su hija, Marichuy. La toma inició el 2 de septiembre de 2019 después de una reunión entre miembros de la CNDH, Silvia Castillo (cuyo hijo de 22 años fue asesinado) y Marcela Alemán (su hija de cuatro años fue víctima de violación); ambas mujeres se negaron a abandonar el edificio en protesta por el poco progreso que había sobre los casos. Al día siguiente llegaron varias feministas, madres e integrantes del Bloque Negro a apoyar la protesta de Castillo y Alemán; por la tarde, Alemán salió y afirmó que había resuelto sus diferencias, sin embargo, Erika Martínez, madre de una niña que a los 7 años fue víctima de violencia sexual, decidió que era su turno de demandar justicia. Por la noche, redactaron un pliego petitorio de 14 puntos entre los que se demanda que las mujeres no sean perseguidas por protestar, que los policías sean capacitados en perspectiva de género y que el Estado garantice una rápida resolución a los casos de feminicidio y desaparición forzada. El 4 de septiembre ocho mujeres entraron al edificio, leyeron su pliego y comenzaron a adentrarse al edificio. Hoy, se han encargado de adaptar las oficinas como cuartos para que sirva como refugio, así como a realizar pintas con consignas como “Ni perdonamos, ni olvidamos”.
La ocupación no ha estado libre de polémica. En septiembre las mujeres trans apoyaron en la ocupación y, en octubre, el Bloque Negro declaró que ya no eran bienvenidas las mujeres trans por lo que grupos LGBTTQIA+ públicamente anunciaron que ya no apoyaban la toma. Yesenia Zamudio se retiró del centro el 18 de septiembre por desacuerdos con el Bloque Negro. En noviembre, la cantante Mon Laferte, cancel su participación en el concierto en la Okupa después de recibir mensajes en redes sociales en los que la acusaban de transfobia por aceptar participar.

## Ciberactivismo en contra de la violencia hacia las mujeres
Las feministas han encontrado en el mundo digital un espacio de incidencia al comprender los contextos digitales como una forma para amplificar estrategias, contenidos, imágenes y diálogos de experiencias interconectadas. Este tipo de activismo ha logrado descentralizar el movimiento y extender los mensajes más allá de las fronteras nacionales. Su uso más reconocido es el convocar a movimientos y marchas a través de redes sociales, como fue el #NiUnaMenos, #LiberenAYaki, Primavera Violeta #24ª, @VivasNosQueremos y el #9NingunaSeMueve. Otra estrategia es la que se ha seguido con el #MeToo para denunciar a los acosadores y hostigadores sexuales. Las ciberfeministas exploran el espacio que ofrecen las tecnologías en dos sentidos:
como escenario (en) y como herramienta (por) para la transformación, a través de procesos de denuncia, creación y producción de información
Similar al #MeToo, pero concentrándose en la experiencia de la víctima de acoso, se convocó en redes sociales a compartir testimonios sobre acoso sexual usando el #MiPrimer Acoso. A la par de las marchas que se organizaron durante el 2019, se hizo un llamado a realizar protestas digitales. La primera fue la iniciativa #LaCalleEsNuestra con la que las mujeres realizaban fotografías o videos en las que disfrutaban de las calles. La segunda fue usando el #VivasNosQueremos para compartir las denuncias de violencia en el sistema de transporte público de la Ciudad de México.
Algunas de estas iniciativas se han concentrado en reducir la violencia a la que se ven expuestas las mujeres. Desde los tendederos virtuales hasta propuestas más organizadas. Ciberseguras es una iniciativa en América Latina en la que colaboran SocialTIC, Luchadoras, Derechos Digitales, NodoComún, la cl4ndestina y Ciberfeministas Guatemala: su objetivo es “crear un espacio en el que se reúnan muchos recursos y herramientas para que aprendamos más sobre Internet y seguridad digital”. La finalidad es que todas las mujeres puedan disfrutar libremente de las actividades digitales. Entre las acciones que promueven están los talleres de autodefensa digital, criptofiestas, hacklabs y, en México, un laboratorio de propaganda feminista.
Otro esfuerzo en la red en contra de la violencia hacia las mujeres, en concreto en contra de los feminicidios y de la invisibilización de las víctimas, es el mapa digital creado por la geofísica María Salguero Bañuelos. Salguero registra en un mapa los casos de feminicidios que encuentra en reportes y en la prensa; su mapa permite analizar los feminicidios con relación a indicadores sociales, económicos, delictivos, además de determinar el lugar y el contexto en el que son asesinadas las mujeres en México.
Otra actividad dentro del ciberactivismo son las Autodefensas Hackfeministas propuestas por el Laboratorio de Interconectividades y Comando Colibrí que proponen prácticas, mecanismos de defensa y estrategia de lucha y cuidados colectivos dentro y fuera del internet.

### Casos Notables

#### Ingrid Escamilla

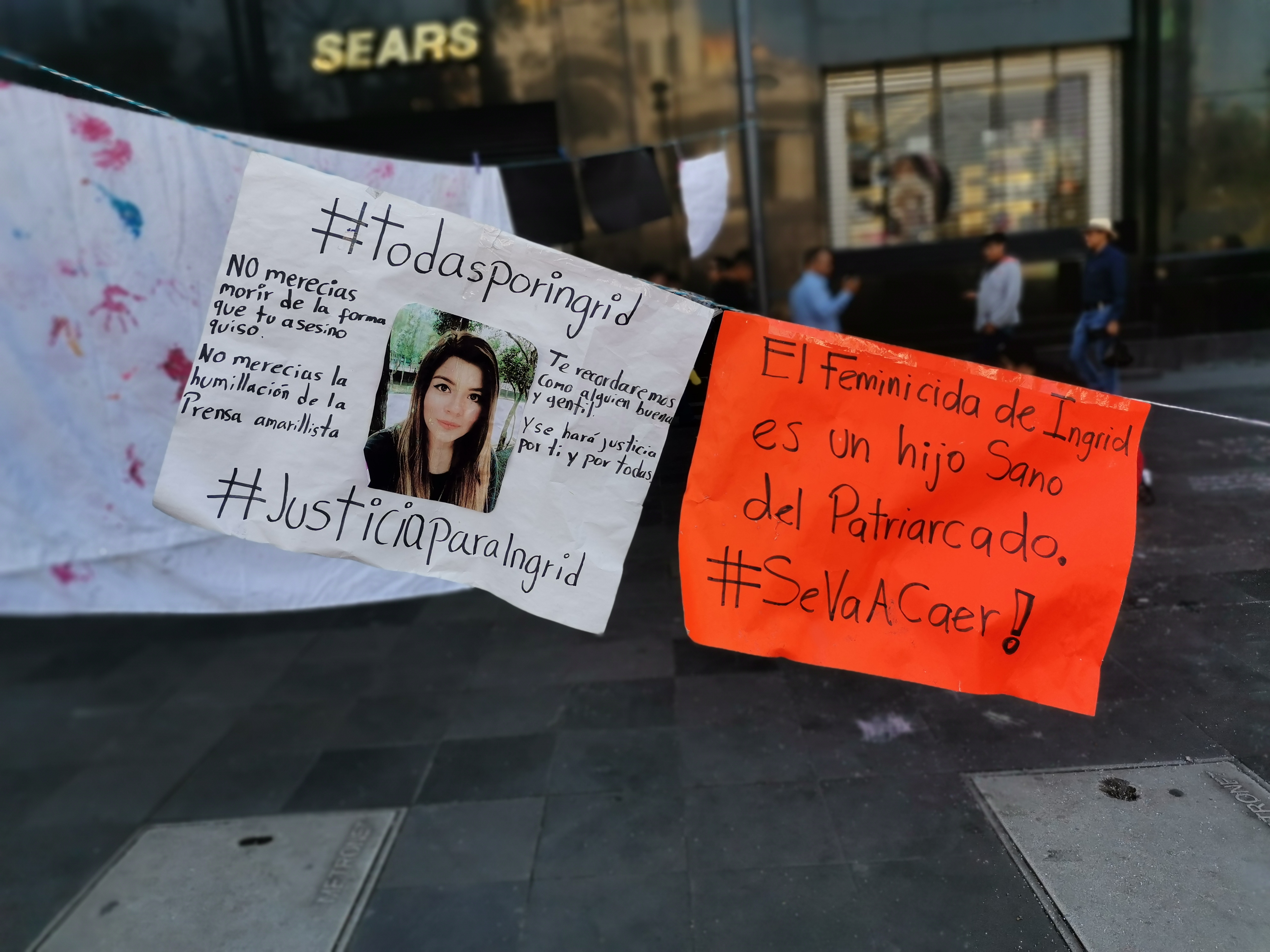
Cartel de Ingrid Escamilla

En 2020, ocurrió el Feminicidio de Ingrid Escamilla perpetrado por su pareja en el departamento que ambos vivían. Se filtraron fotos de su cuerpo mutilado, las cuales fueron publicadas por medios de comunicación. De igual forma, en redes sociales podían encontrarse fotos de la escena del crimen y de la víctima. Las imágenes compartidas en las diferentes vías de comunicación causaron enojo e indignación, ya que esto revictimiza a las víctima, sirve para alimentar el morbo de la sociedad y hace apología de la violencia.
Varias mujeres usuarias de Twitter convocaron un movimiento en las redes sociales, el cual consistía en cambiar el algoritmo para evitar que las imágenes del cuerpo de Ingrid salieran al colocar palabras claves en el buscador. Se publicaron fotos de flores y paisajes, acompañadas de poemas, frases o simplemente el nombre de Ingrid.

#### Me Too Mexicano
En marzo del 2019, se utilizaron a través de Twitter los hashtags #MeTooPeriodistasMexicanas, MeTooEscritoresMexicanos, #MeTooMúsicaMX entre otros, con el objetivo de denunciar el acoso sexual vivido por mujeres en los diferentes ámbitos laborales. Las publicaciones relataban los tocamientos, insinuaciones o aproximaciones físicas por parte de hombres con superioridad jerárquica en el ámbito laboral.
Si bien, el movimiento MeToo surgió en 2017 como protesta en contra del productor de cine Harvey Weinstein quien agredía sexualmente a actrices, teniendo repercusiones en su éxito profesional.

#### Mi Primer Acoso
La periodista Catalina Ruiz-Navarro publicó una serie de denuncias que relataban la primera experiencia de acoso o abuso sexual, dicha denuncia se viralizó con el hashtag #MiPrimerAcoso en 2016, Dicha denuncia se realizó antes de la marcha conocida como Primavera Violeta. Posteriormente, se realzó un análisis el cual mostró que la edad promedio en que las mujeres mexicanas han sido acosadas era de siete años.

## Arte y activismo en las protestas en contra de la violencia hacia las mujeres
En México, el arte feminista ha procurado acompañar diversas protestas y manifestaciones públicas. El 7 de octubre de 1983, el grupo Polvo de Gallina Negra (Maris Bustamante, Herminia Dosal y Mónica Mayer) presentaron su primer performance El respeto al derecho al cuerpo ajeno es la paz en medio de una manifestación en contra de la violencia hacia las mujeres; el performance invitaba a las manifestantes a preparar una poción en contra de la violación. Aunque no era un remedio real, canalizaba el enojo respecto a la violación.
 

Una de las obras más recurrentes en las protestas contra la violencia de género es El Tendedero. Mónica Mayer propuso el primer tendedero para denunciar en la vía pública la violencia de género. Hoy se replica en diversas instituciones, sobre todo universidades, para denunciar violencia y acoso sexual. Mayer señaló que la ideal consecuencia de los tendederos sería: 
Las universidades lo que tendrían que hacer es buscar sus herramientas, porque generalmente, nada más se espantan y acaban agrediendo a las chavas que están denunciando, tienen que echar a andar procesos de discusión, educativos, pedagógicos para que vayamos cambiando hombres y mujeres.
El 15 de septiembre de 2020, el Frente Nacional Ni Una Menos y las madres en el Centro Okupa organizaron una Anti-Grita. Paralelo al evento nacional que conmemora la Independencia de México, El Grito de Independencia, las mujeres aseguraron que no tenían nada que festejar y que su grito era para exigir y demandar justicia. Durante el evento se cantó a coro la canción de Vivir Quintana “Canción sin miedo”.

En relación con las pintas como intervención artística y manifestación de arte callejero hay diversas artistas y artivistas feministas trabajando. Cerrucha tiene tres proyectos que rescatan los contenidos de las pintas a través de un trabajo fotográfico y de carteles; sus obras Justicia con Glitter, Victorias aladas y Hasta que la dignidad se haga costumbre forman parte de este interés por las expresiones visuales que acompañan la protesta. La artista Trixia Lara explica: 
hemos tenido que expresar de algún modo, pintando nuestros cuerpos, muros y paredes de los que mucha gente se queja, pero es gritar ‘¡bata ya!’, es una guerra contra nosotras, pongan más atención a las mujeres violentadas que a un muro, una pared que al final se va a limpiar; no ha habido justicia, no ha habido cómo resarcir el daño a las víctimas de feminicidio.
En 2020, Lorena Wolffer propuso “Diarias globales” que funciona como una forma de activismo digital para visibilizar lo que viven las mujeres durante la pandemia por COVID-19.
Otro ejemplo de activismo artístico digital es la exposición que Wolffer curó y que se inauguró digitalmente el 18 de febrero de 2021: “Esta ciudad será de+con+para nosotras o no será”. Ésta está expuesta en el museo virtual: Museo de Mujeres. La exposición documenta con fotografías y registros de: Cerrucha, Nirvana Paz, Restauradoras con Glitter, Sonia Madrigal y Yolanda Andrade de algunas de las protestas y marchas más relevantes llevadas a cabo en la Ciudad de México.

Sobre el papel que tiene el arte feminista dentro del movimiento y activismo feminista, Gladys Villegas dijo: 
el arte va generando símbolos, estos conceptos que van permeando, a veces no de manera directa o tajante, o rápida como quisiéramos. Hay más mujeres y hombres que cuando están haciendo una obra, ya se están poniendo a pensar si esa es la manera en que van a representar a la mujer, porque saben que no pueden representarla con esos estereotipos que ya se están rompiendo y ya se están cuestionando